# Saramacia
Genre
Synonymes
- Rhopalocranoides Mello-Leitão, 1931
- Anticranaus Mello-Leitão, 1940
- Oranellius Mello-Leitão, 1941
- Saramaciopsis Soares, 1972
- Sylvialeptes Jim & Soares, 1991

Saramacia est un genre d'opilions laniatores de la famille des Manaosbiidae.

## Distribution
Les espèces de ce genre se rencontrent au Brésil et au Suriname.

## Liste des espèces
Selon World Catalogue of Opiliones (23/09/2021) :
- Saramacia annulata (Mello-Leitão, 1931)
- Saramacia aurilimbata Roewer, 1913
- Saramacia lucasae (Jim & Soares, 1991)

## Publication originale
- Roewer, 1913 : « Die Familie der Gonyleptiden der Opiliones-Laniatores [Part 2]. » Archiv für Naturgeschichte, sér. A, vol. 79, no 5, p. 257–472 (texte intégral).